# Strabrechtse Heide & Beuven
Strabrechtse Heide & Beuven este o arie protejată (arie specială de conservare — SAC, sit de importanță comunitară — SCI) din Țările de Jos întinsă pe o suprafață de 1.843 ha, integral pe uscat.

## Localizare
Centrul sitului Strabrechtse Heide & Beuven este situat la coordonatele 51°24′03″N 5°37′17″E / 51.4007°N 5.6215°E.

## Înființare
Situl Strabrechtse Heide & Beuven a fost declarat sit de importanță comunitară în decembrie 1996 pentru a proteja 1 specie de plante și 1 specie de animale. Situl a fost protejat și ca arie specială de conservare în mai 2013.

## Biodiversitate
Situată în ecoregiunea atlantică, aria protejată conține 10 habitate naturale: Vegetație psamofilă uscată cu Calluna și Genista, Vegetație psamofilă uscată cu pășuni deschise de Corynephorus și Agrostis, Ape oligotrofe din câmpii nisipoase, cu un conținut foarte redus de minerale (Littorelletalia uniflorae), Ape stătătoare oligotrofe până la mezotrofe, cu vegetație de Littorelletea uniflorae și/sau de Isoëto-Nanojuncetea, Lacuri și iazuri distrofice naturale, Pajiști umede nord-atlantice cu Erica tetralix, Pajiști uscate europene, Depresiuni pe substraturi de turbă de Rhynchosporion, Mlaștini împădurite, Păduri aluvionare cu Alnus glutinosa și Fraxinus excelsior (Alno-Padion, Alnion incanae, Salicion albae).
La baza desemnării sitului se află mai multe specii protejate:
- plante (1): Luronium natans
- pești (1): zvârluga (Cobitis taenia)